# Püntsog Tashi Tagla
Püntsog Tashi Tagla (Chongtsé, 12 oktober 1922 - Dharamsala, 9 juni 1999) was een tolk, nieuwslezer en generaal (depon) in Tibet en minister en diplomaat in ballingschap. Hij was invloedrijk binnen de regering als echtgenoot van de oudste zus van de veertiende dalai lama.
Depon wordt wel vertaald als generaal omdat het de hoogste rang was in het Tibetaanse leger. Het woord depon zelf betekent officier met het commando over 500 troepen, het hoogste aantal van een colonne in het Tibetaanse leger.

## Verbindingsofficier

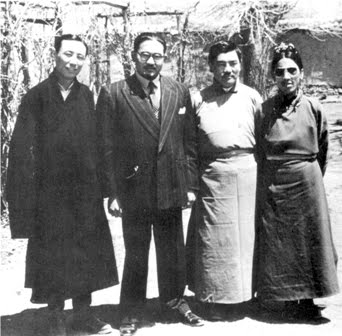
Lhamo Tsering, Sumal Sinha, Pemba Tsering en Püntsog Tashi Tagla, Lhasa 1952

Tagla beheerste het Chinees en was vanaf eind jaren '40 regeringstolk en junior delegatielid. Hij tolkte onder meer in 1949 voor de delegatie naar China onder leiding van tsepon Wangchug Deden Shakabpa en Khenchung Thubten Gyalpo en in 1950 - tijdens de vlucht van de dalai lama naar het Tibetaanse klooster Dungkhar in Dromo - naar Delhi in gesprekken met Chinees premier Zhou Enlai en Indiaas president Jawaharlal Nehru. Ook vertaalde hij de regeringsbeslissing van de acceptatie van het 17 puntenakkoord.
Over de onderhandelingen van het verdrag verklaarde Tagla: De Chinezen waren hoffelijk wanneer de delegatieleden niets inbrachten; wanneer leden wel reageerden, werden de Chinese regeringsfunctionarissen erg boos. Wanneer de delegatie niet akkoord ging, werd gedreigd met een invasie door het Chinese leger.
Vanaf januari 1950 was Radio Lhasa gedurende een half uur per dag in de lucht. Oostenrijker Heinrich Harrer luisterde de nieuwszenders om de Tibetaanse regering te voorzien van samenvattingen van het internationale nieuws. Het nieuws werd gebracht in het Tibetaans door Rimshi Rasa Gyagen, het Engels door Reginald Fox en het Chinees door Tagla.

## Tibetaanse opstand
Tijdens de opstand in Tibet van 1959 was Tagla als depon de rechterhand van hofmaarschalk Thubten Woyden Phala en bereidde hij de vlucht voor van de dalai lama naar de dzong van Lhuntse. De operatie werd aangeduid met het Tibetaanse spreekwoord het ei weggrissen zonder de hen de schrik aan te jagen. Oorspronkelijk was het de bedoeling een veilig gebied te zoeken waardoor er een bufferzone ontstond. Hierdoor kon de kashag met de Chinezen onderhandelen, zonder dat er het risico was dat de dalai lama in handen van de Chinezen zou vallen. Na een dag in Lhuntse werd de reis echter overhaast voortgezet naar India, waar de dalai lama sindsdien in ballingschap leeft.

## Minister en diplomaat
Tagla vluchtte mee in Tibetaans ballingschap naar Dharamsala in India. Als minister voor de Tibetaanse regering in ballingschap had hij onder meer contact met de rebellen die ondersteund werden door de CIA vanuit Mustang in Nepal. Voor de ballingschapsregering was hij betrokken bij de ontmanteling van de guerrilla-eenheden, sterk tegen de zin van verzetsstrijders. Enkele strijders pleegden om de politiek van Dharamsala zelfmoord.
Tijdens de ontspanning in China eind jaren '70 zond de dalai lama verschillende delegaties naar Peking en de Tibetaanse Autonome Regio. Deze eerste bezoeken die een officiële Tibetaanse delegatie bracht sinds 1959 hadden veel weg van vreugdefeesten en de bevolking voelde het als een begin van het einde van de bezetting.
Tagla was lid van verschillende regeringsmissies. Hij nam deel aan de eerste Tibetaanse delegatie onder leiding van kalön (minister) Juchen Thubten Namgyal. Aan deze missie nam onder meer Lobsang Samten, een oudere broer van de dalai lama, deel. Ook tijdens de tweede delegatie in 1982 naar China reisde hij mee, onder meer met Lodi Gyari. Tijdens dit bezoek presenteerde China het 5-puntenprogramma, maar weigerde de Tibetaanse visie te bespreken